# مارک کولیر
مارک کولیر (انگلیسی: Mark Coulier؛ زادهٔ ۱۹۶۴) یک چهره‌پرداز اهل بریتانیا است.

## جوایز
وی به همراه فرانسیس هانن برنده جایزه اسکار بهترین چهره‌پردازی و آرایش مو در دوره ۸۷ام بخاطر فیلم هتل بزرگ بوداپست شده‌است.
وی همچنین برنده جوایزی همچون جایزه امی، جایزه اسکار بهترین چهره‌پردازی و آرایش مو نیز شده‌است.

## برگزیده فیلمشناسی
- بازگشت مومیایی (۲۰۰۱)
- هری پاتر و سنگ جادو (۲۰۰۱)
- انجمن نجیب‌زادگان عجیب (۲۰۰۳)
- هری پاتر و جام آتش (۲۰۰۵)
- هری پاتر و محفل ققنوس (۲۰۰۷)
- هری پاتر و شاهزاده دورگه (۲۰۰۹)
- هری پاتر و یادگاران مرگ - قسمت اول (۲۰۱۰)
- مردان ایکس: کلاس اول (۲۰۱۱)
- هری پاتر و یادگاران مرگ - قسمت دوم (۲۰۱۱)
- بانوی آهنی (۲۰۱۱)
- جنگ جهانی زد (۲۰۱۳)
- ناگفته‌های دراکولا (۲۰۱۴)
- هتل بزرگ بوداپست (۲۰۱۴)
- در دل دریا (۲۰۱۵)
- اسپکتر (۲۰۱۵)
- سوسپیریا (۲۰۱۸)

تلویزیونی
- مرلین (مجموعه تلویزیونی) (مجموعه تلویزیونی) (۲۰۰۸–۲۰۱۱)